# Erich-Koch-Stiftung
Die Erich-Koch-Stiftung war eine Stiftung, die nach Erich Koch, dem Gauleiter der NSDAP in Ostpreußen, benannt wurde. Koch war Gründer und einziges Vorstandsmitglied der Stiftung.
Die Stiftung wurde 1933 gegründet und diente anfänglich dazu, den Verlag des Gauorgans Preußische Zeitung in Königsberg, dessen Geschäftsanteile Koch gehörten, dem Zugriff von Adolf Hitlers Pressebeauftragten Max Amann zu entziehen. Dieser hatte von Hitler den Auftrag, die Verlage aller Gauorgane samt deren Gewinnen im Münchner Eher-Verlag zu vereinigen und sie so unter zentrale Kontrolle der NS-Führung zu bringen. Dies verhinderte Koch durch die Stiftung, deren Stiftungszweck die „Erziehung, Förderung und Ausbildung von Nationalsozialisten, insbesondere für die Aufgaben Ostpreußens“ war. Alleiniger Vorstand auf Lebenszeit war laut Satzung Erich Koch. Somit verfügte Koch über die Verwendung der Stiftungserträge, war formal allerdings an den Stiftungszweck sowie durch die jährliche Beratung des Verwaltungsrates gebunden. Die Stiftung wuchs mit dem wirtschaftlichen Aufbau von Ostpreußen. Am Ende war die Stiftung ein gigantischer Mischkonzern, der im Verlaufe des Krieges riesige Vermögenswerte zum Teil durch Raub und Rechtsbruch ansammelte. Mithilfe der Erich-Koch-Stiftung machte sich der Gauleiter zum reichsten Ostpreußen. Die Stiftung wurde nach dem Zweiten Weltkrieg aufgelöst.